# Homorgan
Homorgana språkljud är två eller fler språkljud som har samma artikulationsställe. Termen används mest om konsonanter. Ljuden som med Internationella fonetiska alfabetet betecknas [p], [b] och [m] är homorgana. Motsatsen är heterorgana språkljud: ljud som har olika artikulationsställen.
En homorgan affrikata är en affrikata där klusilen och frikativen artikuleras på samma ställe, vilket är normalfallet för äkta affrikata.